# Gottfried Christian Reich
Gottfried Christian Reich ( 19 de julio de 1769, palacio de Caza de Kaiserhammer - 5 de enero de 1848, Berlín) fue un zoólogo, médico y profesor universitario alemán.

## Biografía
Estudió a partir de 1788, en las Universidades de Jena y Erlanger medicina. Fue promovido alcanzando su tesis doctoral Brevis epidemiae variolosae Arzbergensis anni 1791 delineatio de 1793. Un año más tarde recibió allí una extraordinaria cátedra en la facultad de Medicina. En ese tiempo, tradujo al alemán, por ejemplo, un Tratado sobre fractura de piernas de John Aitkin.
Hizo investigación sobre fiebre. Le fue ofrecida en 1799 una cátedra en la Charité , en Berlín, donde trabajó, entre otros, junto a Christian Gottlieb Selle y Johann Ludwig Formey y en una Comisión de presidencia, en nombre del gobierno prusiano sobre la exactitud de la Teoría de Fiebre. Su investigación encontró la confirmación, y se le otorgó así una Pensión de 500 talern, así como el derecho en Berlín de dar Conferencias . En 1800 fue nombrado Miembro de la Academia Leopoldina.
En 1809 es nombrado Profesor de Medicina en la recién creada Universidad, en la que vivió hasta su muerte.

## Obra

### Algunas publicaciones
- Richtige und gewissenhafte Belehrung für den Landmann über die Rindviehseuche... (Correcta y diligente de Enseñanza para el Agricultor a través de la enfermedad del ganado...), Nuremberg 1797

- Vom Fieber & dessen Behandlung überhaupt (De la Fiebre & su Tratamiento en absoluto), Frankfurt am Main, Leipzig 1801

- Erläuterung der Fieberlehre (Explicación de la Enseñanza de la Fiebre), Berlín, 1806

- Lehr-Versuch der Lebenskunde, in Berichtigung ihrer Rechnungsfehler und möglichst richtiger Beantwortung... (Instrucción intento Lebenskunde, en la modificación de sus errores de contabilidad y respuesta correcta posible ...), Berlín 1847

## Literatura
- Julius Pagel (1888), «Reich, Gottfried Christian», Allgemeine Deutsche Biographie (ADB) (en alemán) 27, Leipzig: Duncker & Humblot, p. 611.

## Abreviatura (zoología)
La abreviatura Reich  se emplea para indicar a Gottfried Christian Reich como autoridad en la descripción y taxonomía en zoología.